# Ghiacciaio Tverregg
Il ghiacciaio Tverregg (in norvegese: “cresta trasversale”) è un ghiacciaio situato sulla costa della Principessa Marta, nella Terra della Regina Maud, in Antartide. Il ghiacciaio, il cui punto più alto si trova a circa 2.000 m s.l.m., scorre tra i picchi Heksegryta e lo sperone Tverregga fino ad arrivare nella scarpata Kirwan.

## Storia
Il ghiacciaio Tverregg è stato mappato da cartografi norvegesi grazie a fotografie aeree scattate nel corso della spedizione NBSAE (acronimo di "Spedizione antartica Norvegese-Britannico-Svedese"), 1949-52, e della sesta spedizione antartica norvegese, 1956-60, che lo ha poi battezzato con il suo attuale nome.